# Castoroides
Castoroides és un gènere extint de castors gegants que visqueren a Nord-amèrica durant el Pliocè i el Plistocè. Se'n coneixen dues espècies:
- Castoroides dilophidus sinònim Castoroides leiseyorum (sud-est dels Estats Units)
- Castoroides ohioensis sinònim Castoroides nebrascensis (arreu dels Estats Units continentals i el Canadà)